# Laurence Dyèvre
Laurence Dyèvre, née en 1950, est une slavisante et traductrice française. 

## Biographie
Agrégée de polonais après des études à Paris IV et à l’INALCO, elle traduit en français à partir du polonais et du russe.
Elle a également été directrice-adjointe de l’institut français de Cracovie en Pologne (2004-2008) et du centre culturel français de Riga en Lettonie (2008-2010).
Elle a été décorée de l'ordre des Palmes académiques (2003), a reçu la médaille « Zasłużona dla Kultury Polskiej » (2004) ainsi que le Prix de la Société des auteurs ZAiKS (pl) (2008). 
Elle est lauréate en 2015 du Prix Transatlantyk décerné par l'Institut polonais du livre (pl).

## Distinctions
- Chevalière de l'ordre des Palmes académiques (2003)

### Enseignement du polonais
- Laurence Dyèvre, Marie Furman-Bouvard, Dzień dobry! Méthode de polonais, Institut d’études slaves, 1999 (3e édition)  (ISBN 978-2720403026)

### Traductions
Liste non exhaustive à compléter
du polonais
- Adam Michnik, La Deuxième Révolution (édité par Georges Mink et Agnieszka Grudzińska), La Découverte Coll. Cahiers libres 1990  (ISBN 978-2-7071-1988-9)
- Adam Zagajewski, La Trahison [Dwa miasta], Fayard, 1993
- Adam Zagajewski, Coup de crayon [Cienka kreska], Fayard, 1987
- Adam Zagajewski, Dans une autre beauté [W cudzym pięknie], Fayard 2000
- Adam Zagajewski, Éloge de la ferveur, Fayard, 2008  (ISBN 978-2213629735)
- Adam Zagajewski, La Défense de l’ardeur [Obrona żarliwości], Fayard 2008
- Adam Zagajewski, Solidarité, Solitude [Solidarność i samotność], Fayard, 1986
- Adina Blady Szwajger, Je ne me souviens de rien d'autre, Calmann-Lévy, 1990  (ISBN 978-2-7021-1866-5)
- Aleksander Ścibor-Rylski, L'Anneau de crin, traduit avec Véronique Patte, Robert Laffont, Coll. Pavillons. Domaines de l'Est, 1994  (ISBN 978-2-221-07554-8)
- Andrzej Bobkowski, En guerre et en paix - Journal 1940-1944, Noir sur Blanc, 1991  (ISBN 2882500238)
- Andrzej Sapkowski, Le Dernier Vœu, Illustration de couverture Michael Welply, Éditions Bragelonne, 2003  (ISBN 2-914370-49-0). Ostatnie Życzenie, 1993
- Andrzej Sapkowski, Le Sorceleur, 2003 (Nouvelle) Wiedzmin, 1990
- Andrzej Żuławski, Les Choses de la chair (Collection Cinéma et littérature), JCLattès, 1981
- Czesław Miłosz, Abécédaire [Abecadło Miłosza, Inne abecadło], Fayard, 2004  (ISBN 978-2-213-61828-9)
- Czesław Miłosz, Empereur de la terre, Fayard 1987  (ISBN 978-2-213-01957-4)
- Czesław Miłosz, Le Chien mandarin [Piesek przydrożny], Mille et une nuits, 2004  (ISBN 978-2-84205-798-5)
- Czesław Miłosz, Une Armée d’un seul homme [Człowiek wśród skorpionów. Studium o Stanisławie Brzozowskim], Fayard 1987.
- Edward Stachura, Me résigner au monde, préface de Krzysztof Rutkowski, Solin 1991  (ISBN 978-2-85376-088-1)
- Ewa Pokas, La Danseuse de corde, Mercure de France, 1984 Coll. Mille et une femmes  (ISBN 978-2-7152-0209-2)
- Ewa Pokas, La Demoiselle de la poste, Actes Sud, 1998
- Henryk Grynberg, Victoire, précédé de La Guerre des Juifs, Folies d'encre, 2009  (ISBN 978-2-907337-56-4) (BNF 41471439)
- Ida Fink, Le Jardin à la dérive, Seuil 1991, Coll. Points-Nouvelles  (ISBN 978-2020129176)
- Ida Fink, Le Voyage, Hélène d’Ormesson, 2010,  (ISBN 978-2-35087-150-9)
- Ida Fink, Traces, Nouvelles, Calmann-Lévy, Petite bibliothèque européenne du XXe siècle 2000  (ISBN 978-2702130759)
- Jan Kott, Kaddish. Pages sur Tadeusz Kantor, préface de Gaëla Le Grand, Le Passeur, 2000  (ISBN 2907913700)
- Jerzy Pilch, Sous l’aile d’un ange, Noir sur Blanc, 2003,  (ISBN 978-2882501318)
- Konrad Fiałkowski, Homo divisus, 1979, Albin Michel, 1983 coll. Super-Fiction n° 58  (ISBN 2-226-01772-0)
- Leszek Kołakowski, Petite philosophie de la vie quotidienne, Anatolia, éditions du Rocher, 2001  (ISBN 2268039188)
- Leopold Tyrmand, Journal 1954, éditions Noir sur Blanc, 2019  (ISBN 978-2-8825-0261-2)
- Marcin Podolec, Fugazi Music Club, Gallimard Jeunesse, 2015  (ISBN 978-2-0706-6240-1)
- Magdalena Tulli, Dans le rouge, Pauvert, 2001,  (ISBN 978-2-7202-1407-3)
- Maria Nurowska, Post-scriptum pour Miriam et Anna, Denoël Coll. Empreinte 1993  (ISBN 978-2-207-24044-1)
- Mariusz Wilk, Le Journal d'un loup, Noir sur Blanc, 1999,  (ISBN 978-2882500809)
- Marta Tomaszewska, Zorro mets tes lunettes, Fernand Nathan, 1990  (ISBN 978-2092402948)
- Piotr Woyski, Les Conquérants du gâteau aux noix, (traduit avec Zofia Bobowicz) Fernand Nathan, coll. Arc-en-Ciel, 1980  (ISBN 978-2-09-283126-7)
- Sławomir Mrożek, Œuvres diverses, tome 1 : Œuvres complètes, volume 11 : Journal d'un retour au pays - Brèves Épîtres, (traduit avec Robert Bourgeois), Noir sur Blanc, 2003,
- Stanislas Lem, Cent trente-sept secondes (Nouvelles) [Sto trzydzieści sześć siedem sekund]
- Stanislas Lem, Deux jeunes gens (Nouvelle) Dwóch młodych ludzi
- Stanislas Lem, Journal (Nouvelle) [Pamiętnik], 1962
- Stanislas Lem, La Formule de Lymphater (Nouvelle) [Formula Lymphatera]
- Stanislas Lem, La Vérité (Nouvelle) [Prawda]
- Stanislas Lem, Le Masque (Nouvelle) (1983) [Maska], 1968/1976
- Stanislas Lem, L'Invasion Aldébaranaise (Nouvelle) [Inwazja z Aldebarana], 1959
- Szymon Laks, Mélodies d'Auschwitz, préface de Pierre Vidal Naquet, Cerf, 2004  (ISBN 978-2204076067)
- Tadeusz Borowski, Le Monde de pierre, Christian Bourgois 1992  (ISBN 978-2267010435)
- Tadeusz Konwicki, Le Nouveau monde, POL, 1988  (ISBN 978-2-86744-109-7)
- Teresa Torańska, Oni - Des staliniens polonais s'expliquent, préface de Jan Krauze, Flammarion, 1992  (ISBN 2080649256)
- Tomasz Kizny, Goulag, préf. Norman Davies, Jorge Semprún, Sergueï Kovalev, Balland, 2003,  (ISBN 2-7357-0241-3)
- Wojciech Kuczok, Antibiographie, Éditions de l'Olivier, 2006  (ISBN 978-2879294292)
- Wojciech Kuczok, Horizon fantôme [Widmokrąg] Éditions de l'Olivier, 2007  (ISBN 978-2879295022)
- Zbigniew Domino, Sibériade polonaise, Noir sur Blanc, 2005  (ISBN 978-2882501677)
- Zbigniew Herbert, Un Barbare dans le jardin (traduit avec Jean Lajarrige), Anatolia, éditions du Rocher,  (ISBN 2268036006)

articles
- Czesław Robotycki, La Fabrication d’un texte authentique : Les Desiderata de Max Ehrmann, in Ethnologie française 2010/2 (Vol. 40), PUF  (ISBN 978-2-13-057935-9)
- Danuta Penkala-Gawęcka, « Maladies populaires » et médecine complémentaire en Cachoubie in Ethnologie française 2010/2 (Vol. 40), PUF  (ISBN 978-2-13-057935-9)
- Justyna Straczuk, Entre orthodoxie et catholicisme : Des cimetières ruraux aux frontières de la Pologne et de la Biélorussie in Ethnologie française 2010/2 (Vol. 40), PUF  (ISBN 978-2-13-057935-9)

du russe
- Semen Markovitch Doubnov, Histoire d'un soldat juif 1881-1915 préface de Léon Poliakov, traduit avec Alexandre Eidelman, Le Cerf, 1988  (ISBN 978-2-204-02957-5)
- Iosif Aleksandrovitch Brodsky, Loin de Byzance, traduit avec Véronique Schiltz, Fayard, 1988  (ISBN 978-2-213-02140-9)

### Divers
- (collectif) Un grand week end à Cracovie, Hachette tourisme, 2006  (ISBN 978-2012404748)